# История финского языка
История финского языка восходит примерно к I веку н. э., когда произошло разъединение прибалтийско-финских языков, произошедших от праприбалтийско-финского языка, от которого в 1500—1000 до н. э. отделился прасаамский язык. В истории собственно финского языка российский лингвист Ю. С. Елисеев выделяет следующие периоды:
1. ранний, дописьменный (до 40-х годов XVI в.);
2. старофинский (1540—1820 гг.);
3. ранний новофинский (1820—1870 гг.);
4. современный финский (с 1870 г. по настоящее время)[2].

## Ранний период
Современные лингвисты предполагают наличие трёх или более гипотетических прото-финских протодиалектов, которые развивались в течение I тысячелетия до нашей эры. От дописьменного периода памятников финского языка в виде связных текстов не сохранилось.

## Средневековый (старофинский) период
Средневековые документы на латинском и шведском языках (начиная с XIII века) сохранили довольно значительное количество отдельных финских слов, в основном имён собственных и отрывочных выражений. Известна Новгородская берестяная грамота № 292, датируемая серединой XIII века — древнейший из известных документов на любом из прибалтийско-финских языков. Первый известный документ на старофинском языке — путевой журнал немецкого путешественника примерно 1450 года с текстом: «Mÿnna tachton gernast spuho somen gelen emÿna daÿda» (на современном финском: фин. Minä tahdon kernaasti puhua suomen kieltä, [mutta] en minä taida — «Я хочу говорить по-фински, [но] я не умею»).
Поскольку с XII по XIX века Финляндия находилась под шведским правлением, использование финского языка в ней было исключительно устным. Для ведения морской торговли с участниками ганзейского союза использовался средненижненемецкий язык, органы управления использовали шведский, а религиозные церемонии проводились на латыни. Таким образом, финны могли использовать свой язык исключительно в быту. С точки зрения шведских властей финский язык считался более «низким», чем шведский, и финноязычные оказывались членами общества «второго сорта», поскольку не могли использовать свой язык в официальных ситуациях. Предпринимались также попытки сократить использование финского языка через приходские школы, использование шведского языка в церкви и переезд шведскоязычных слуг и горничных в финноязычные районы.

### Письменность

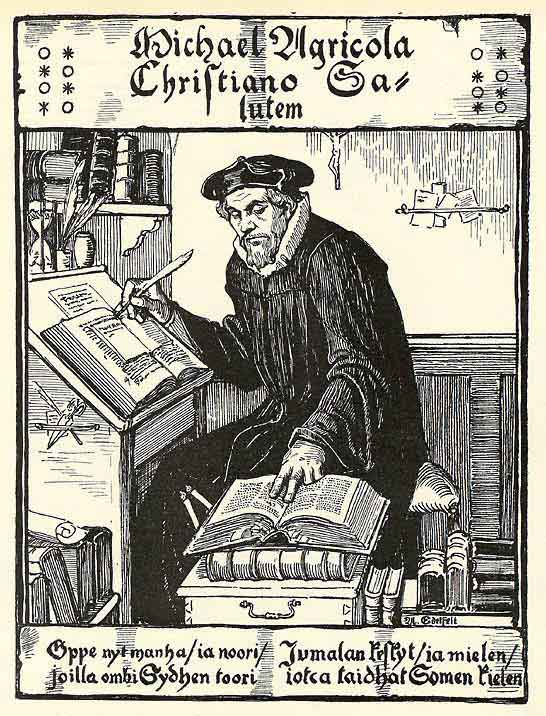
Микаэль Агрикола, рисунок А.Эдельфельта

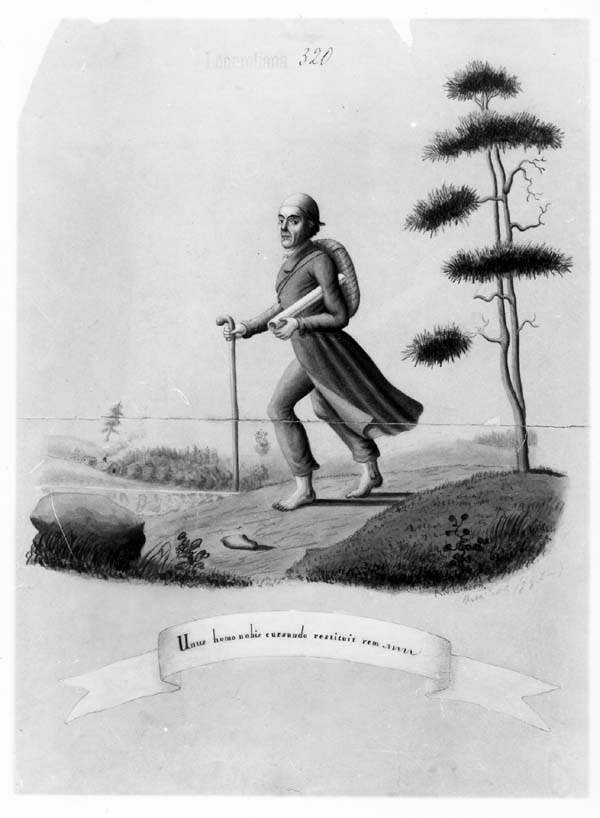
Карикатура XIX века — Элиас Лённрот в поездке по Карелии и Восточную Финляндию для сбора фольклора.

Первым письменным памятником финского языка считается первая печатная книга на финском — букварь М. Агриколы (около 1543 года), за которым последовал Новый Завет на финском (1548). Всего Агрикола опубликовал девять книг на финском языке. Первые книги на финском языке были исключительно богословскими текстами: тексты Библии, литургические писания, катехизисы и т. д., большинство из которых были переводами со шведского или латыни. Библия была полностью переведена на финский язык в 1642 году. Кроме того, на финский язык со шведского переводились тексты королевских указов и законов. С XVIII века начинаются публикации светских текстов на финском. В 1776 году священник и писатель из Мюнямяки Антти Лизелиус начал издание первой газеты на финском языке Suomenkieliset Tieto-Sanomat.
Финский литературный язык изначально формировался на основе говора региона Турку, при этом он также испытывал влияние говоров областей Хяме и Сатакунта. Сам Агрикола писал, что в финском переводе Нового Завета он опирался в основном на диалект юго-западной Финляндии, но использовал и другие диалекты, если это было необходимо. Из текста Священного Писания в финский язык вошли такие слова как hopia (совр. «hopea» — «серебро»), kipiäxi (совр. «kipeäksi» — «боль»), cauhja (совр. kauhea — «ужасный»), punaist (совр. «punaista» — «красный»), lankes (совр. «lankesi» — «упал на»), me ylistem (совр. «ylistämme» — «похвала»).

## Ранний новофинский (1820—1870)
В начале XIX века возникли благоприятные условия для развития финского языка, прежде всего благодаря присоединению Финляндии к России в качестве великого княжества. Период между 1820 и 1870 годам именуется периодом раннего новофинского языка. В 1831 году было создано Общество финской литературы, которое поставило цель создать литературу на финском и улучшить положение финского языка. Общество также поддерживал сбор и публикацию народного финского фольклора. В результате 11 фольклорных экспедиций по финской и русской Карелии Элиаса Лённрота, совершённых в 1828—1842 годах, была выпущена первая версия «Калевалы». Ключевую роль в становлении финского языка в качестве государственного языка Финляндии сыграл российский и финский философ И. В. Снелльман, который отстаивал свои взгляды на распространение финского языка, а именно: образованные слои населения должны были перейти со шведского языка на финский, при этом не должно было произойти раскола, при котором образованное сословие осталось бы шведоязычным, а продвижение финноязычной культуры осталось бы делом новых, развивающихся классов.
В период 1820—1870-х годов были созданы широкие пласты административной и культурной лексики на финском языке. В частности, Э.Лённрот ввёл в оборот тысячи новых слов. Другими разработчиками финской лексики были Самуэль Роос, Вольмар Шильдт, Пиетари Ханникайнен и Антеро Варелиус. Новые слова создавались на основе многих старых слов и составных частей слов. Например, tiede («наука», от слова tietää — «знать»), lukio («высшая школа». от lukea — «считывание») kirjain («буква», от kirja — «книга»), lämpömittari — «термометр», tasavalta — «республика», puheenjohtaja — «председатель». Также в язык вводились слова, значение которых нередко было изменёно или уточнено: например, слово juna («поезд») первоначально значило «очередь» («jono»), а слово kaasu («газ») — «холодный туман».
В этот период финский язык начал использоваться в сфере образования. После разрушительного пожара в Або в 1827 году, указом императора Николая I университет был переведён в Гельсингфорс и в 1829 начал преподавание финского языка, а в 1850 году была создана соответствующая профессорская должность. В 1858 году в Йювяскюля была основана первая финская языковая гимназия. Согласно указу о языке 1863 года императора Александра II, признавалось равенство официальных языков Великого княжества Финляндского.
К 1870 году на финском языке выходило несколько газет и журналов, появилась художественная литература на финском — в частности, роман «Семеро братьев» Алексиса Киви (1870), театральные постановки на финском. Финский язык изучали в школе, он использовался в административных органах и судопроизводстве.

## Современный финский (с 1870)
После 1870 года финский язык продолжал развиваться главным образом в сфере пополнения лексического запаса. В период 1880—1920 гг. появились такие неологизмы как ammattiyhdistys- «профсоюз», polkupyörä — «велосипед»,asiakas — клиент, в 1920—1970 гг. — elokuva «фильм», pakastin «морозильник». Происходил процесс заимствования иноязычных слов и фонем. Например, в 1980 году в числе новых лексических единиц есть слова statussymboli — «символ статуса»,audiovisuaalinen — «аудиовизуальный» и doping — «допинг». В целом заимствования для финского языка нехарактерны (за исключением сленга), как правило, для новых реалий изобретаются слова на основе исконных финских, например: tietokone — «компьютер» (буквально: «знаниемашина»), maahanmuuttaja — «иммигрант» (буквально: «переезжающий в страну»).
Изменения в орфографии и грамматике финского языка в этот период произошли в основном в деталях.
После получения Финляндией независимости Конституция 1919 года предусматривала, что финские граждане пользуются финским и шведским языками и имеют право использовать оба языка в законодательстве и делопроизводстве. Однако использование финского языка увеличилось настолько, что использование шведского стало фактически правом меньшинства. В настоящее время финский является одним из 24 официальных языков Европейского Союза, что гарантирует право читать документы, обращаться в органы Евросоюза и получать ответ на финском языке.

### На русском языке
- Елисеев Ю. С. Финский язык : [арх. 27 января 2017] // Языки мира. Уральские языки. — М. : Наука, 1993. — С. 90—115. — ISBN 5-02-011069-8.
- Кронгауз М.А., Пиперски А.Ч., Сомин А.А. Сто языков. Вселенная слов  и смыслов. — М.: АСТ, 2018. — 224 с. — ISBN 978-5-17-104696-5.

### На финском языке
- Lehikoinen, Laila & Kiuru, Silva. Kirjasuomen kehitys. — Helsinki: Helsingin yliopiston suomen kielen laitos, 1991. — ISBN 951-45-5073-0.
- Lehtinen, Tapani. Kielen vuosituhannet. — Helsinki: Suomalaisen Kirjallisuuden Seura, 2007. — ISBN 978-95-1746-8961.